# Championnat de Suisse masculin de curling
Le championnat de Suisse de curling masculin, SCL ou SwissCurling League est organisé par SwissCurling Association depuis 2007.
Il existe un deuxième échelon national nommé Challenge League ou SCL B.
En parallèle, l'association organise aussi depuis la fin des années 1990 le championnat de Suisse de curling féminin.

## Championnat 2016-2017 de SCL

### Tour final Championnat Suisse
- Adelboden veriset (Marc Pfister)
- Bern Zähringer Securitas (Yannick Schwaller)
- Dübendorf Rossweid (Felix Attinger)
- Genève (Peter de Cruz)
- GC Zürich (Florian Meister)
- Zug ARISCO (Yves Hess)

### Swiss Curling League
- Adelboden 2 (Björn Jungen)
- Bern Inter APPATRADE (Christian Bangerter)
- Biel Touring (Kevin Wünderlin)
- Genève Citadelle (Dimitri Boada)
- Gstaad come up-slow down (Michael Brunner)
- Lausanne-Olympique (Kim-Lloyd Sciboz)
- Uzwil Selection (Rolf Bruggmann)

## Palmarès
| Année | Vainqueur                | Skip               | Finaliste                | Skip                |
| ----- | ------------------------ | ------------------ | ------------------------ | ------------------- |
| 2007  | Basel Regio Hochstrasser | Ralph Stöckli      | Baden Regio Privera      | Andi Schwaller      |
| 2008  | Sankt-Gallen Bär         | Claudio Pescia     | Basel Regio Hochstrasser | Ralph Stöckli       |
| 2009  | Basel Regio Hochstrasser | Ralph Stöckli      | St-Moritz Pfister        | Stefan Karnusian    |
| 2010  | Sankt-Moritz Pfister     | Stefan Karnusian   | Uitikon-Waldegg          | Manuel Ruch         |
| 2011  | Sankt-Moritz Pfister     | Christof Schwaller | Glaris                   | Patrick Vuille      |
| 2012  | GC R+B                   | Jan Hauser         | Zoug                     | Pascal Hess         |
| 2013  | Adelboden R+B            | Sven Michel        | Bern-Zähringer           | Bernhard Wethermann |
| 2014  | CC Genève                | Peter de Cruz      | Adelboden R+B            | Sven Michel         |
| 2015  | CC Bern Heliomalt        | Marc Pfister       | Adelboden axxeva         | Sven Michel         |
| 2016  | Adelboden veriset        | Sven Michel        | CC Genève                | Peter de Cruz       |
| 2017  | CC Genève                | Peter de Cruz      | Dübendorf Rossweid       | Felix Attinger      |
| 2018  | Adelboden veriset        | Marc Pfister       | Bern Zähringer Securitas | Yannick Schwaller   |
| 2019  | CC Genève                | Peter de Cruz      | Bern Zähringer Securitas | Yannick Schwaller   |
| 2020  | Bern Zähringer Securitas | Yannick Schwaller  | CC Genève                | Peter de Cruz       |
| 2021  | CC Genève                | Peter de Cruz      | Bern Zähringer Securitas | Yannick Schwaller   |
| 2022  | Bern Zähringer Securitas | Yannick Schwaller  | Glarus Belvédère AM      | Marco Hösli         |